# Lonrho House
Lonrho House är en 80 meter hög skyskrapa på Loita street i centrala Nairobi, Kenya, byggd 1990.